# 가상일
고전역학에서 가상일(假想-, virtual work)은 계에 가해진 힘과 계의 가상 변위의 곱이다. 달랑베르의 원리와 그 특수한 경우인 가상일의 원리에 쓰인다.

## 정의
위치가 {\displaystyle \mathbf {x} _{1},\dots ,\mathbf {x} _{n}}인 입자들로 이루어지고, 구속
{\displaystyle f_{i}(\mathbf {x} _{1},\dots ,\mathbf {x} _{n})=0}, {\displaystyle i=1,\dots ,k}
을 받는 역학계의 각 입자에 힘 {\displaystyle \mathbf {F} _{i}}이 각각 가해진다고 하자. 구속 조건을 만족하는 가상 변위 {\displaystyle \delta \mathbf {x} _{1},\dots ,\delta \mathbf {x} _{n}}에 대한 가상일 {\displaystyle \delta W}는 다음과 같다.
{\displaystyle \delta W=\sum _{i=1}^{n}\mathbf {F} _{i}\cdot \delta \mathbf {x} _{i}}.
즉, 만약 계가 실제로 가상 변위의 방향으로 움직였다면 계에 가해진 힘들이 했을 총 일이다.

## 가상일의 원리
가상일의 원리(principle of virtual work)는 정역학에서 계가 정적이여야 할 조건의 하나다. 이에 따르면, 계가 정적이려면 모든 가상변위에 대한 가상일이 0이어야한다. 구속력은 가상일을 할 수 없다.

## 같이 보기
- 가상 변위
- 짜임새 공간
- 달랑베르의 원리
- 단위하중법